# Liste der Biografien/Sca–Sce
Liste der Biografien |
Portal Biografien |
Personensuche
# |
A |
B |
C |
D |
E |
F |
G |
H |
I |
J |
K |
L |
M |
N |
O |
P |
Q |
R |
S |
T |
U |
V |
W |
X |
Y |
Z |
?
 
Sa |
Sb |
Sc |
Sd |
Se |
Sf |
Sg |
Sh |
Si |
Sj |
Sk |
Sl |
Sm |
Sn |
So |
Sp |
Sq |
Sr |
Ss |
St |
Su |
Sv |
Sw |
Sy |
Sz
 
Sca–Sce |
Sch |
Sci–Scz
Die Liste der Biografien führt alle Personen auf, die in der deutschsprachigen Wikipedia einen Artikel haben. Dieses ist eine Teilliste mit 416 Einträgen von Personen, deren Namen mit den Buchstaben „Sca“ – „Sce“ beginnt.

## Sca–Sce

### Sca

#### Scab
- Scabbia, Cristina (* 1972), italienische Metal-Sängerin
- Scabell, Ludwig (1811–1885), Gründer der Berliner Feuerwehr

#### Scac
- Scacchi, Arcangelo (1810–1893), italienischer Geologe, Mineraloge und Vulkanologe
- Scacchi, Fortunato, Augustinermönch und Autor
- Scacchi, Greta (* 1960), italienisch-australische SchauspielerinGreta Scacchi (* 1960)

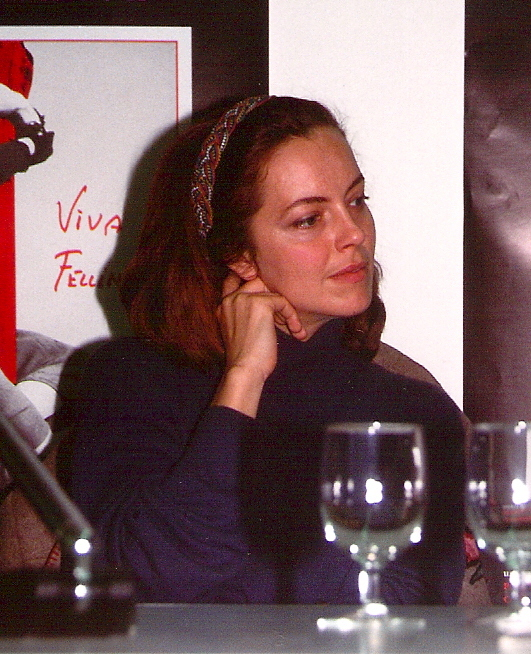
Greta Scacchi (* 1960)

- Scacchi, Marco († 1662), italienischer Kapellmeister und Komponist des Barocks
- Scaccia, Angelo Maria († 1761), italienischer Violinist und Komponist
- Scaccia, Mario (1919–2011), italienischer Schauspieler
- Scaccianoce, Luigi (1914–1981), italienischer Filmarchitekt
- Scacciati, Andrea, italienischer Maler

#### Scad
- Scaduto, Antonio (* 1977), italienischer Kanute

#### Scae
- Scaevola, Quintus Cervidius, römischer Jurist

#### Scaf
- Scafaria, Lorene (* 1978), US-amerikanische Regisseurin, Drehbuchautorin und Schauspielerin
- Scafetta, Nicola, italienischer Physiker und Statistiker
- Scaffidi, Lisa (* 1960), erste weibliche Oberbürgermeisterin der Stadt Perth, Western Australia
- Scafuro, Adele Christina, US-amerikanische Klassische Philologin

#### Scag
- Scagel, William Wales (1873–1963), US-amerikanischer Messermacher
- Scaggiari, Stefan (* 1947), US-amerikanischer Jazzmusiker
- Scaggs, Boz (* 1944), US-amerikanischer Musiker
- Scaglia, Deodato (1592–1659), italienischer katholischer Bischof
- Scaglia, Desiderio (1568–1639), italienischer Kardinal
- Scaglia, Giovanni Battista (1910–2006), italienischer Politiker, Mitglied der Camera dei deputati und des Senato della Repubblica
- Scaglietti, Sergio (1920–2011), italienischer Automobildesigner
- Scagliola, Andrés (* 1975), uruguayischer Politiker
- Scaglione, Franco (1916–1993), italienischer Automobildesigner
- Scaglione, Julie (* 2004), dänische Handballspielerin
- Scagliotti, Allison (* 1990), US-amerikanische Schauspielerin, Regisseurin und FilmproduzentinAllison Scagliotti (* 1990)

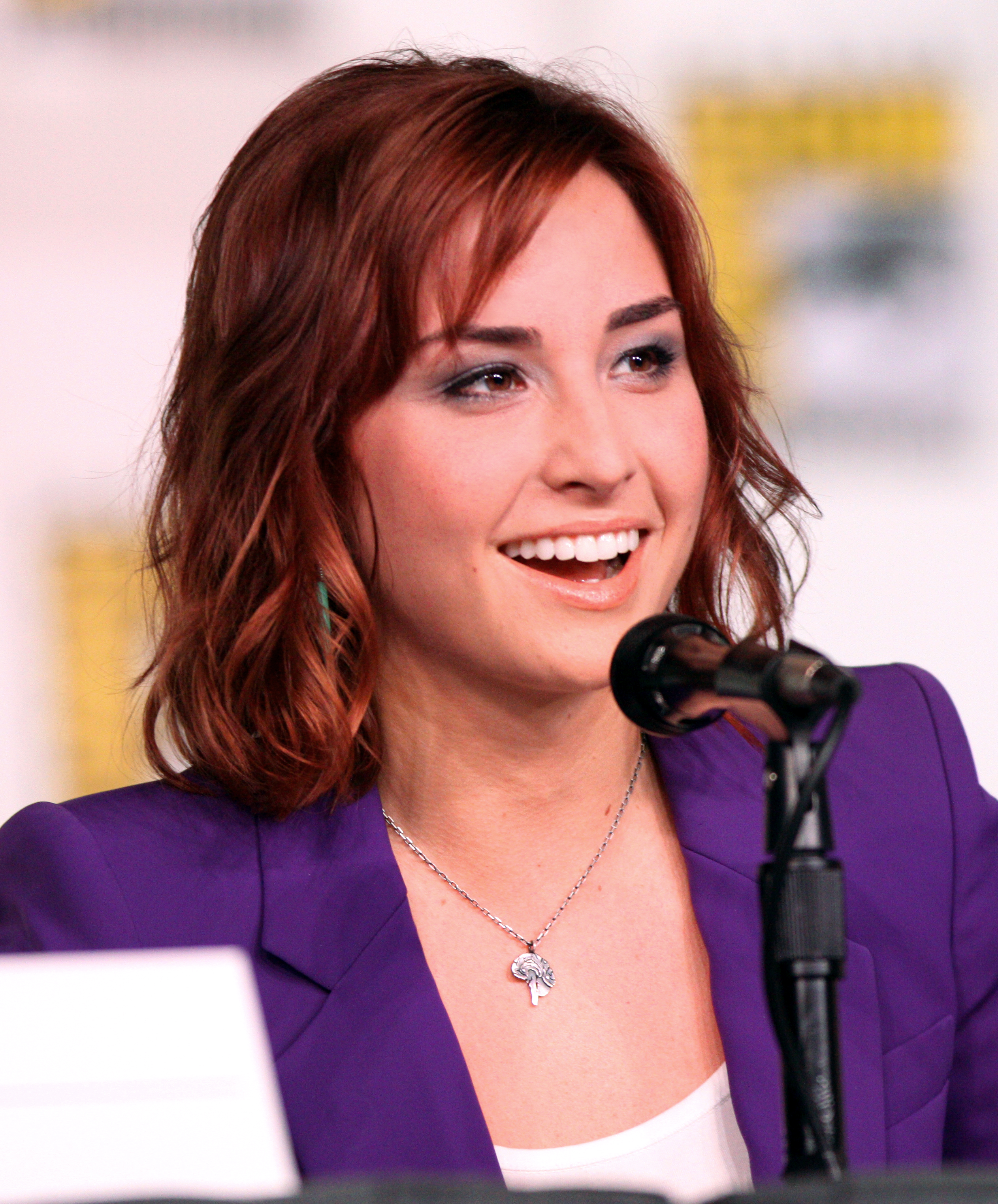
Allison Scagliotti (* 1990)

#### Scah
- Scahill, Jeremy (* 1974), US-amerikanischer Autor und Enthüllungsjournalist

#### Scai
- Scaife, Edward (1912–1994), englischer Kameramann
- Scaife, Hugh (1930–2009), britischer Szenenbildner und Filmausstatter
- Scaife, Nicola, australische Ballonsportlerin
- Scaife, Richard Mellon (1932–2014), US-amerikanischer Milliardär und Medienunternehmer

#### Scaj
- Scajola, Claudio (* 1948), italienischer Politiker

#### Scal
- Scala, Arthur von (1845–1909), österreichischer Ingenieur, Nationalökonom und Museumsbeamter
- Scala, Camilla (* 1994), italienische Tennisspielerin
- Scala, Delia (1929–2004), italienische Schauspielerin und Tänzerin
- Scala, Domenico (1903–1989), italienischer Kameramann
- Scala, Domenico (* 1965), schweizerisch-italienischer Manager in der Bio- und Pharmaindustrie sowie Fussballfunktionär
- Scala, Flaminio (1552–1624), Schauspieler, Autor und Theaterunternehmer der italienischen Renaissance
- Scala, Franco (* 1937), italienischer Pianist und Klavierlehrer
- Scala, Gia (1934–1972), US-amerikanische Schauspielerin in Film und Fernsehen
- Scala, Guglielmo della († 1404), italienischer Adliger aus der Familie der Scaliger
- Scala, Guido (1936–2001), italienischer Zeichner
- Scala, Nevio (* 1947), italienischer Fußballspieler und -trainerNevio Scala (* 1947)

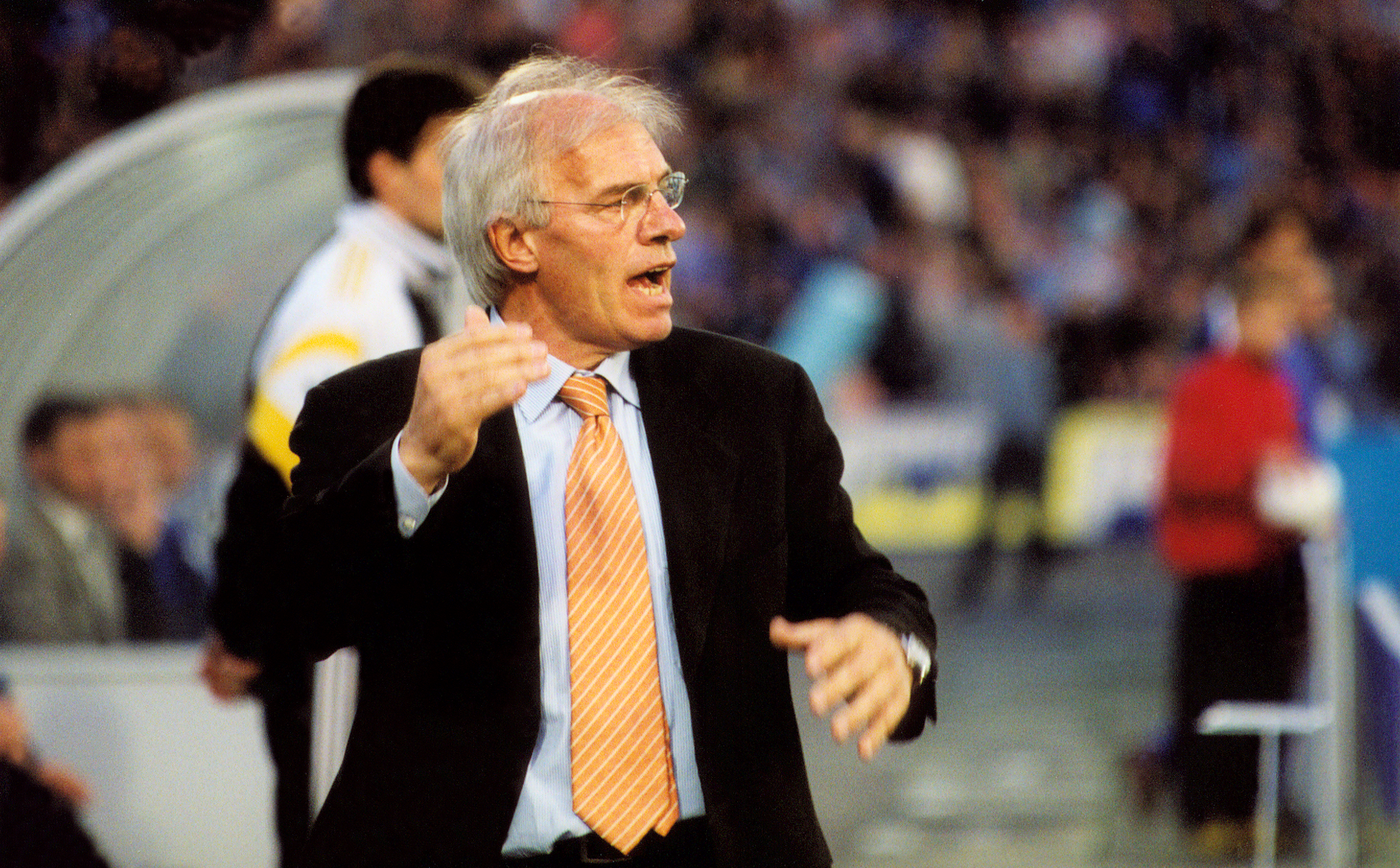
Nevio Scala (* 1947)

- Scala, Paulo von (* 1979), schweizerisch-brasilianischer Badmintonspieler
- Scala, Pier Angelo della, schweizerisch-italienischer Baumeister und Bildhauer der Renaissance
- Scala, Rudolf von (1860–1919), österreichischer Althistoriker
- Scalabrine, Brian (* 1978), US-amerikanischer Basketballspieler
- Scalabrini, Giovanni Battista (1839–1905), italienischer Geistlicher, römisch-katholischer Bischof von Piacenza und Ordensgründer, Heiliger
- Scalabrini, Paolo († 1806), italienischer Opernkomponist
- Scalabrino, Laurane (* 1993), französische Handball- und Beachhandballspielerin
- Scalabrino, Valea Katharina (* 1990), deutsche SchauspielerinValea Katharina Scalabrino (* 1990)

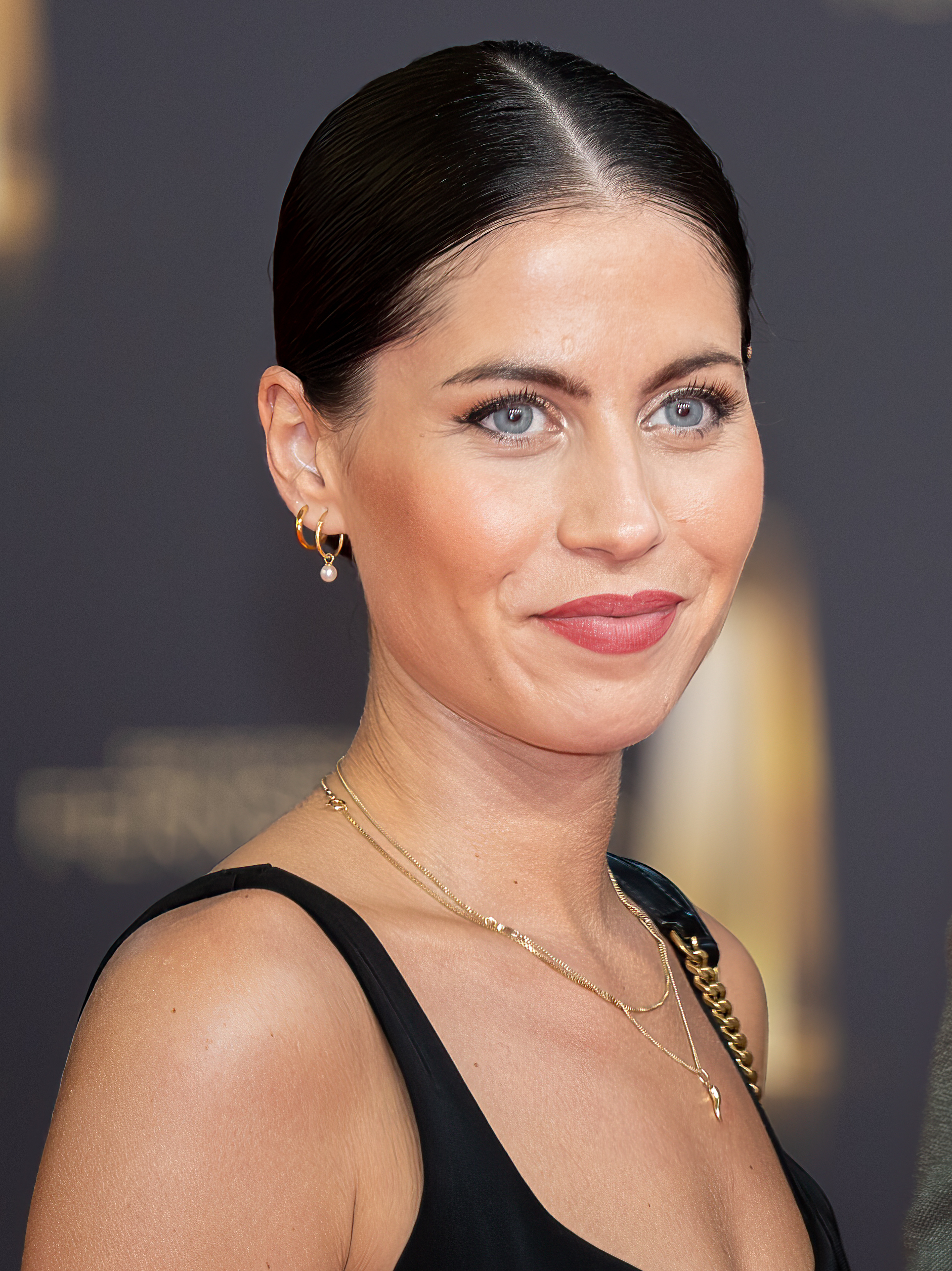
Valea Katharina Scalabrino (* 1990)

- Scalabroni, Enrique (* 1949), argentinischer Fahrzeugdesigner
- Scalabroni, Ken (* 1956), US-amerikanischer Basketballtrainer
- Scalais, Félix (1904–1967), belgischer Ordensgeistlicher, römisch-katholischer Erzbischof von Léopoldville
- Scalapino, Douglas James (* 1933), US-amerikanischer Physiker
- Scalapino, Robert A. (1919–2011), US-amerikanischer Politik- und Ostasienwissenschaftler
- Scalco, Matteo (* 2004), italienischer Radrennfahrer
- Scalea, Gennaro (1670–1739), italienischer römisch-katholischer Bischof
- Scalera Stellini, Maria Antonia (1634–1704), italienische Dichterin und Dramatikerin
- Scalera, Vincenzo, Pianist und Cembalist
- Scalero, Rosario (1870–1954), italienischer Violinist, Musikpädagoge und Komponist
- Scales, Alfred Moore (1827–1892), US-amerikanischer Politiker
- Scales, Christian (* 1996), englischer Fußballspieler
- Scales, Flora (1887–1985), neuseeländische Malerin
- Scales, Jack (1886–1962), britischer Automobilrennfahrer
- Scales, John (* 1966), englischer Fußballspieler
- Scales, Les (1928–1981), britischer Radrennfahrer
- Scales, Liam (* 1998), irischer Fußballspieler
- Scales, Martin (* 1967), britisch-deutscher Jazz-Gitarrist und Komponist
- Scales, Patrick (* 1965), britisch-deutscher Jazz-Bassist und Dozent
- Scales, Prunella (* 1932), englische SchauspielerinPrunella Scales (* 1932)

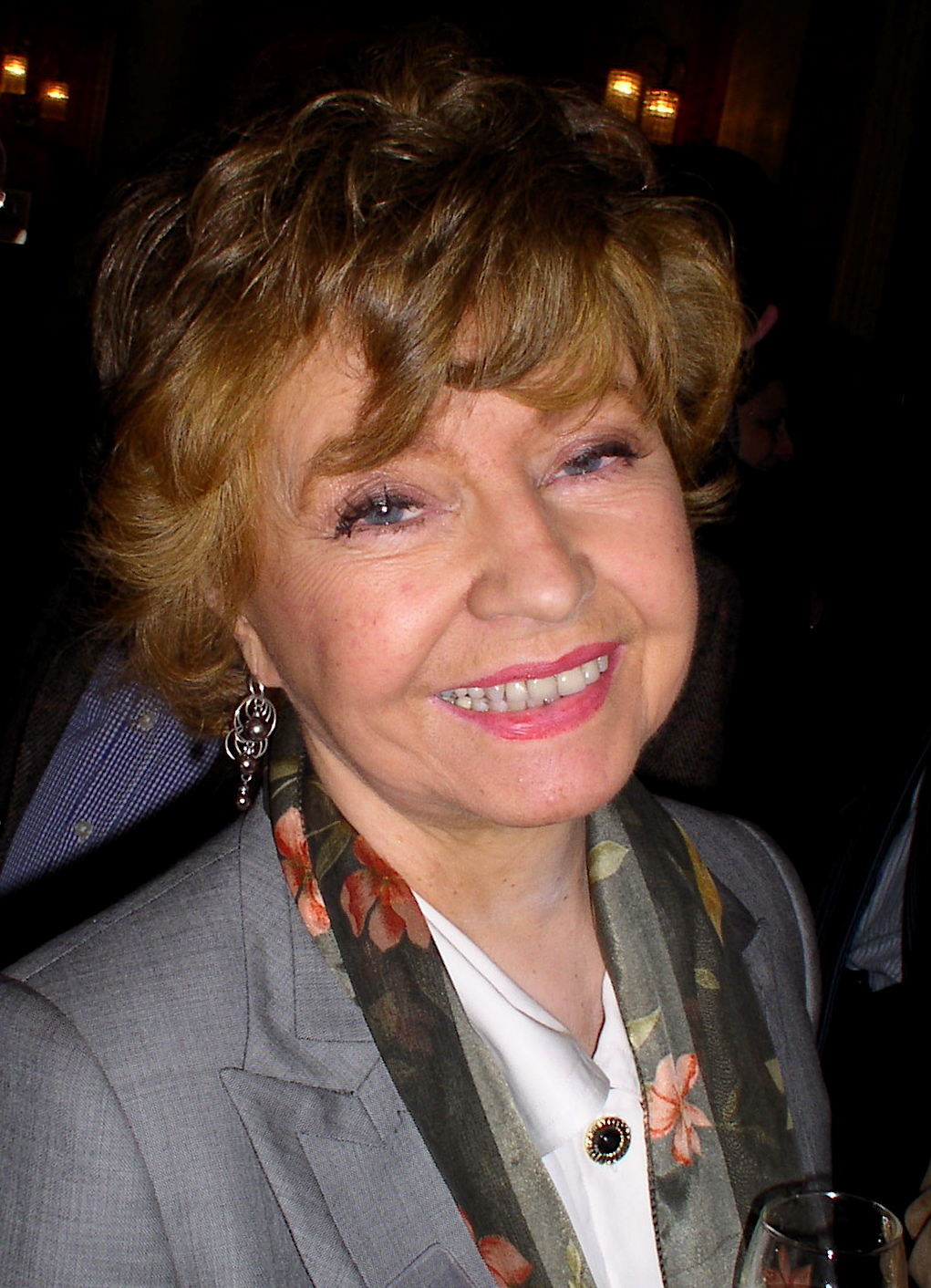
Prunella Scales (* 1932)

- Scalese, Giovanni M. (* 1955), römisch-katholischer Geistlicher, Apostolischer Superior in Afghanistan
- Scaletta, Don (1937–2015), US-amerikanischer Jazzpianist und Musikpädagoge
- Scalfari, Eugenio (1924–2022), italienischer Schriftsteller, Journalist und Politiker, Mitglied der Camera dei deputati
- Scalfaro, Oscar Luigi (1918–2012), italienischer Politiker (DC), Mitglied der Camera dei deputati
- Scalfarotto, Ivan (* 1965), italienischer Politiker (Italia Viva), Mitglied der Camera dei deputati
- Scali, John A. (1918–1995), US-amerikanischer Journalist und Diplomat
- Scali, Massimo (* 1979), italienischer Eiskunstläufer
- Scalia, Antonin (1936–2016), US-amerikanischer Jurist und beisitzender Richter am Supreme CourtAntonin Scalia (1936–2016)

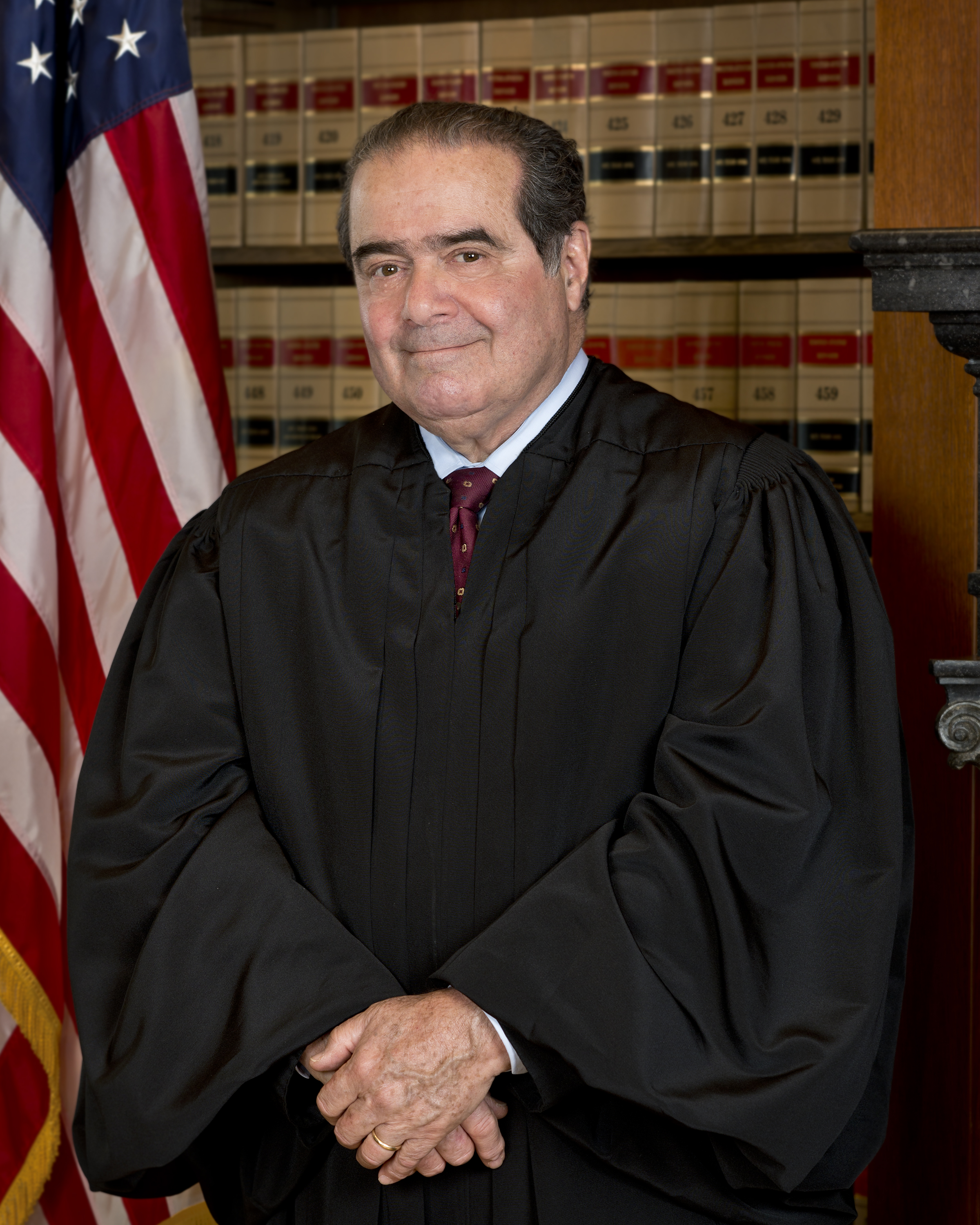
Antonin Scalia (1936–2016)

- Scalia, Eugene (* 1963), US-amerikanischer Jurist, Arbeitsminister der Vereinigten Staaten
- Scalia, Jack (* 1950), US-amerikanischer Schauspieler
- Scalia, Pietro (* 1960), italienischer Filmeditor und zweifacher Oscarpreisträger
- Scalice, Francesco (1893–1957), US-amerikanischer Mafioso
- Scalici, Gillian (* 1950), US-amerikanische Sängerin und Tänzerin
- Scaliger, Joseph Justus (1540–1609), französischer Humanist
- Scaliger, Julius Caesar (1484–1558), humanistischer Gelehrter
- Scaligero, Massimo (1906–1980), italienischer Journalist und Schriftsteller
- Scalini, Francesco (1792–1871), österreichischer Ingenieur und Politiker
- Scalise, John (1900–1929), US-amerikanischer Auftragsmörder
- Scalise, Steve (* 1965), US-amerikanischer Politiker der Republikanischen Partei
- Scalish, John (1912–1976), US-amerikanischer Mobster
- Scallan, Eugene Kevin (1893–1966), südafrikanischer Botschafter
- Scallan, Hugh (1851–1928), irischer Franziskaner und Botaniker
- Scally, Joe (* 2002), US-amerikanischer Fußballspieler
- Scalon, Jefstafi Nikolajewitsch (1845–1902), russischer Staatsmann
- Scalongne, Dirk (1879–1973), niederländischer Fechter und Konteradmiral
- Scaloni, Lionel (* 1978), argentinischer Fußballspieler und -trainer
- Scaltsas, Theodore (* 1949), griechischer Philosoph
- Scalvedi, Beatrice (* 1995), schweizerische Skirennläuferin
- Scalvini, Giorgio (* 2003), italienischer Fußballspieler
- Scalvini, Giovita (1791–1843), italienischer Dichter und Literaturkritiker
- Scalzi, John (* 1969), US-amerikanischer Autor und Online-SchriftstellerJohn Scalzi (* 1969)

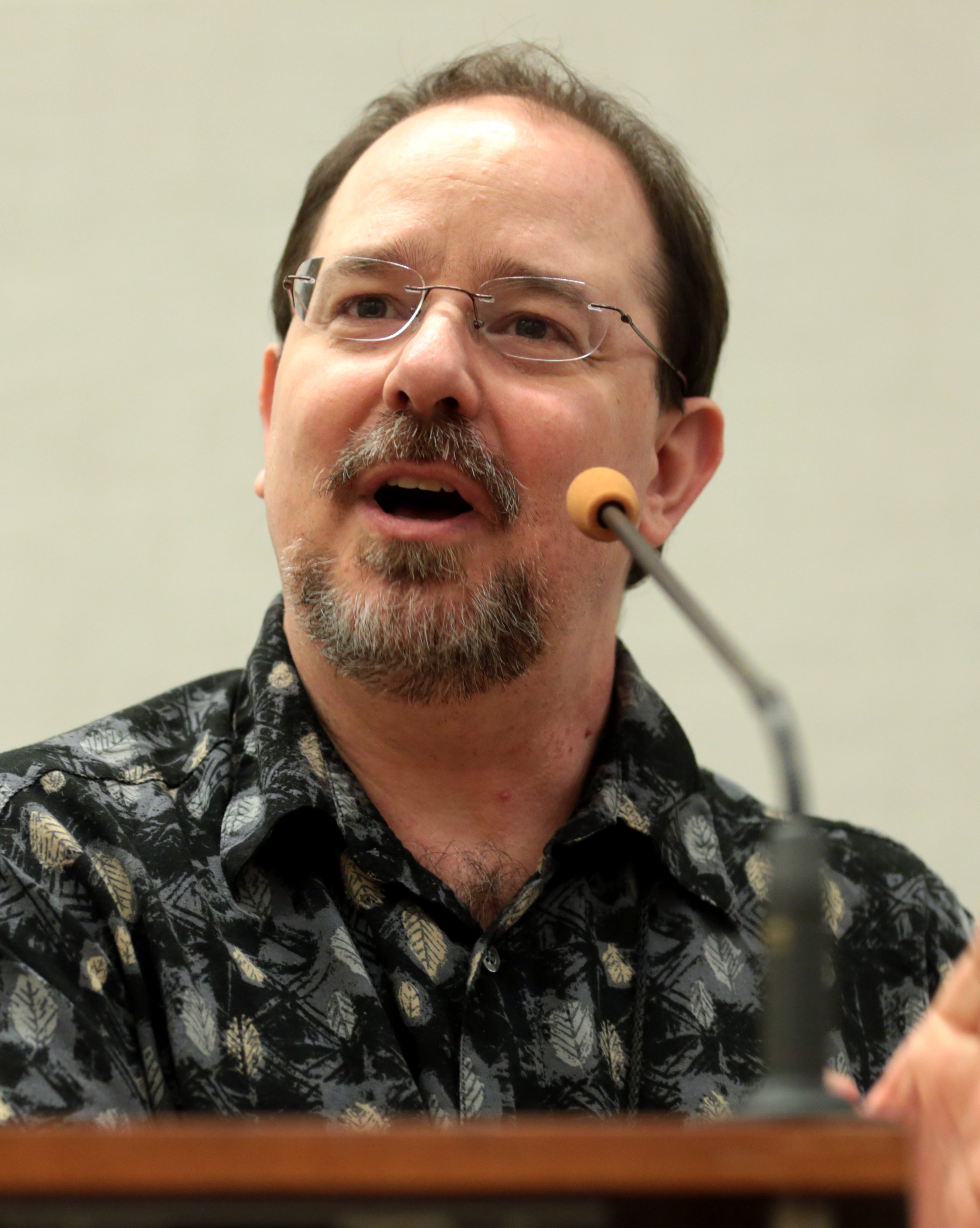
John Scalzi (* 1969)

- Scalzo, Giovanni (* 1959), italienischer Säbelfechter
- Scalzo, Mario (* 1984), deutsch-kanadischer Eishockeyspieler
- Scalzo, Petey (1917–1993), US-amerikanischer Boxer im Federgewicht
- Scalzone, Alfonso (* 1996), italienischer Ruderer
- Scalzone, Angelo (1931–1987), italienischer Sportschütze

#### Scam
- Scamacca, Gianluca (* 1999), italienischer Fußballspieler
- Scamarcio, Riccardo (* 1979), italienischer Schauspieler, Filmproduzent und DrehbuchautorRiccardo Scamarcio (* 1979)

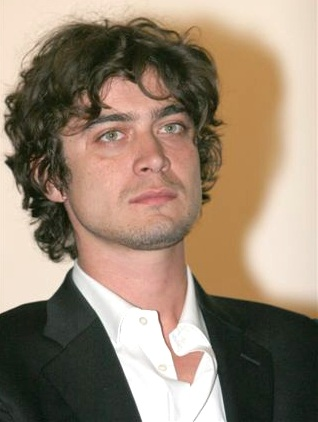
Riccardo Scamarcio (* 1979)

- Scamman, John Fairfield (1786–1858), US-amerikanischer Politiker
- Scammel, Walter, englischer Geistlicher, Bischof von Salisbury
- Scammon, Richard (1915–2001), US-amerikanischer Politikwissenschaftler und Wahlforscher
- Scamoni, Alexis (1911–1993), deutscher Forstwissenschaftler und Hochschullehrer
- Scamozzi, Vincenzo (1548–1616), italienischer Architekt und Architekturtheoretiker
- Scampa, Carmelo (* 1944), italienischer Geistlicher und römisch-katholischer Bischof von São Luís de Montes Belos
- Scampar, Ludwig Friedrich von (1723–1783), Domherr in Köln
- Scampoli, Claudia (* 2000), italienische Beachvolleyballspielerin
- Scamurra, Peter (* 1955), US-amerikanisch-kanadischer Eishockeyspieler

#### Scan
- Scanagatta, Francesca (1776–1865), österreichische Offizierin
- Scanaroli, Giovanni Battista (1579–1664), italienischer Bischof
- Scanavino, Antonella (* 1992), uruguayische Schwimmerin
- Scanavino, Carlos (* 1964), uruguayischer Schwimmer
- Scanavino, Emilio (1922–1986), italienischer Maler
- Scanavino, Giovanni (* 1939), katholischer Bischof
- Scanavino, Peter (* 1980), US-amerikanischer Schauspieler
- Scandal, Scarlit (* 1999), US-amerikanische Pornodarstellerin
- Scandalis, Zoe Gwen (* 1993), US-amerikanische Tennisspielerin
- Scandelari, Jacques (1943–1999), französischer Regisseur, Drehbuchautor und Produzent
- Scandella, Antonio (* 1936), Schweizer Eishockeyspieler
- Scandella, Giulio (* 1983), italo-kanadischer Eishockeyspieler
- Scandella, Marco (* 1990), kanadischer Eishockeyspieler
- Scandello, Antonio (1517–1580), italienischer Komponist und Kapellmeister
- Scandián, Silvestre Luís (1931–2019), brasilianischer Ordensgeistlicher und römisch-katholischer Erzbischof
- Scandiffio, Michele (1928–2022), italienischer Geistlicher, römisch-katholischer Erzbischof von Acerenza
- Scandilius Fabatus, Marcus, römischer Offizier (Kaiserzeit)
- Scandolara, Valentina (* 1990), italienische Radsportlerin
- Scandolera, Michael (* 1959), australischer Badmintonspieler
- Scandoli, Héctor (1936–2005), argentinischer Fußballspieler
- Scandone, Nick (1966–2009), US-amerikanischer Segler
- Scandroglio, Michelangelo (* 1996), italienischer Jazzmusiker (Kontrabass, Komposition)
- Scanlan, Emmett J. (* 1979), irischer SchauspielerEmmett J. Scanlan (* 1979)

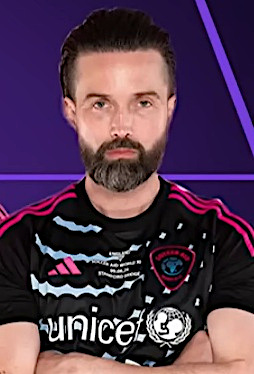
Emmett J. Scanlan (* 1979)

- Scanlan, James Donald (1899–1976), schottischer Geistlicher
- Scanlan, Joanna (* 1961), britische Schauspielerin und Drehbuchautorin
- Scanlan, Joe (* 1961), US-amerikanischer Konzeptkünstler und Hochschullehrer
- Scanlan, John Joseph (1890–1962), australischer Offizier 1. und 2. Weltkrieg
- Scanlan, John Joseph (1906–1997), römisch-katholischer Bischof von Honolulu
- Scanlan, Neal (* 1961), britischer Maskenbildner und Spezialeffektkünstler
- Scanlan, Robert H. (1914–2001), US-amerikanischer Ingenieur
- Scanlan, Susie (* 1990), US-amerikanische Degenfechterin
- Scanlan, Teresa (* 1993), US-amerikanische Schönheitskönigin
- Scanlan, Tilali (* 1999), amerikanisch-samoanische Schwimmerin
- Scanlen, Eliza (* 1999), australische Schauspielerin
- Scanlon, Albert (1935–2009), englischer Fußballspieler
- Scanlon, Bill (1956–2021), US-amerikanischer Tennisspieler
- Scanlon, Dan (* 1976), US-amerikanischer Storyboardkünstler und Regisseur
- Scanlon, Dewey (1899–1944), US-amerikanischer American-Football-Trainer, -Manager und -Spieler
- Scanlon, Eamon (* 1954), irischer Politiker (Fianna Fáil)
- Scanlon, Eileen (* 1951), britische Erziehungswissenschaftlerin und Hochschullehrerin
- Scanlon, Hugh, Baron Scanlon (1913–2004), britischer Gewerkschaftsfunktionär
- Scanlon, Jack (* 1998), britischer Kinderdarsteller
- Scanlon, Mark (* 1980), irischer Radrennfahrer
- Scanlon, Mary (* 1947), schottische Politikerin und Mitglied der Conservative Party
- Scanlon, Mary Gay (* 1959), US-amerikanische Politikerin der Demokratischen Partei
- Scanlon, Thomas, US-amerikanischer Mathematiker
- Scanlon, Thomas E. (1896–1955), US-amerikanischer Politiker
- Scanlon, Thomas M. (* 1940), US-amerikanischer Philosoph
- Scannell, Richard (1845–1916), irischer Geistlicher, römisch-katholischer Bischof von Concordia
- Scannell, Vernon (1922–2007), britischer Dichter, Autor
- Scannewin, Robert (* 1985), deutscher Fußballspieler
- Scannone, Juan Carlos (1931–2019), argentinischer Philosoph und Theologe
- Scantlebury, Neil Sebastian (* 1965), barbadischer Geistlicher, römisch-katholischer Bischof von Bridgetown
- Scantlebury, Peter (* 1963), englischer Basketballtrainer und -spieler
- Scanu, Valerio (* 1990), italienischer Popsänger
- Scanziani, Massimo, Schweizer Neurowissenschaftler
- Scanziani, Piero (1908–2003), Schweizer Journalist und Schriftsteller
- Scanzillo, Ciriaco (1920–2004), italienischer katholischer Bischof
- Scanzio, Deborah (* 1986), Schweizer Freestyle-Skisportlerin
- Scanzoni von Lichtenfels, Friedrich Wilhelm (1821–1891), deutscher Gynäkologe
- Scanzoni von Lichtenfels, Gustav (1855–1924), bayerischer General der Artillerie
- Scanzoni von Lichtenfels, Gustav (1885–1977), deutscher Rechtsanwalt, Justitiar und Manager
- Scanzoni, Signe von (1915–2002), deutsche Sängerin, Tänzerin, Schauspielerin, Musikjournalistin und Biographin von Erika Mann

#### Scap
- Scapa, Ted (1931–2023), niederländisch-schweizerischer Künstler, Verleger und FernsehmoderatorTed Scapa (1931–2023)

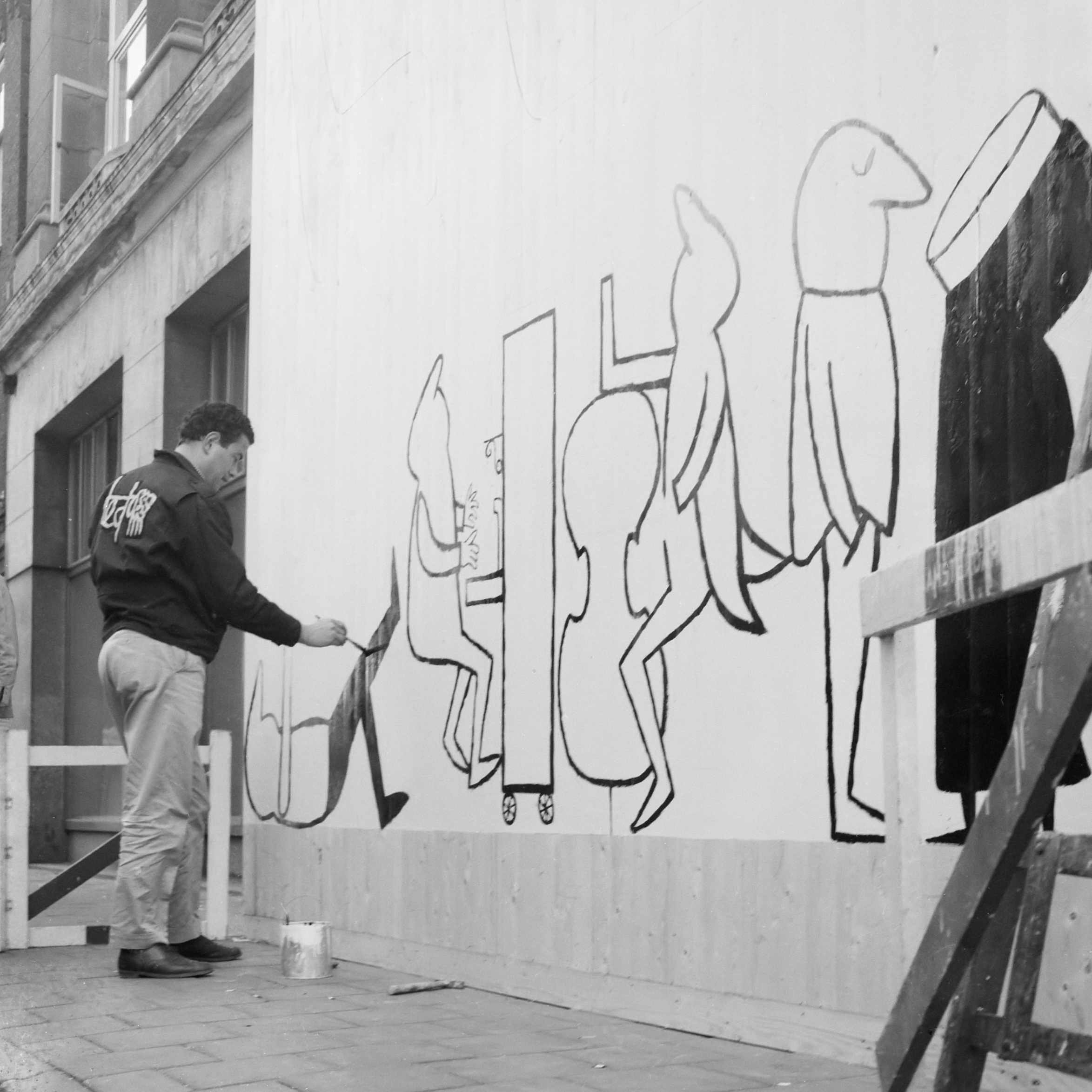
Ted Scapa (1931–2023)

- Scapardini, Angelo Giacinto (1861–1937), italienischer Ordensgeistlicher, römisch-katholischer Bischof von Vigevano
- Scaparrotti, Curtis M. (* 1956), US-amerikanischer General (United States Army); Oberbefehlshaber des USEUCOM und Supreme Allied Commander EuropeCurtis M. Scaparrotti (* 1956)

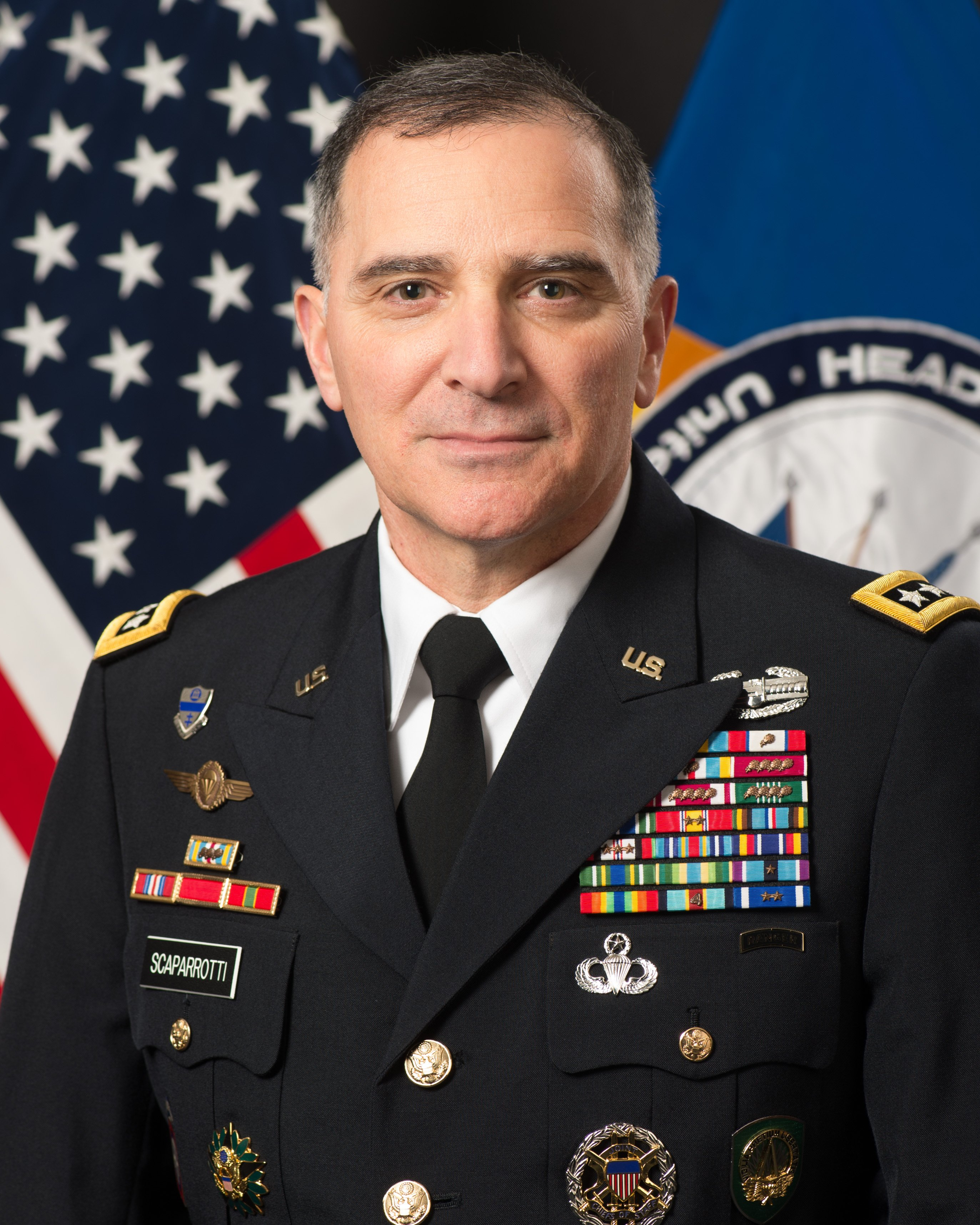
Curtis M. Scaparrotti (* 1956)

- Scapecchi, Angelo (1910–1996), römisch-katholischer Weihbischof im Bistum Arezzo
- Scapin, Ylenia (* 1975), italienische Judoka
- Scapinelli di Léguigno, Giovanni Battista (1908–1971), italienischer katholischer Kurienbischof
- Scapinelli Di Leguigno, Raffaele (1858–1933), italienischer Geistlicher, Kurienkardinal der römisch-katholischen Kirche
- Scapinelli, Carl von (1876–1959), österreichisch-deutscher Schriftsteller
- Scapinelli, Lodovico (1585–1634), italienischer Humanist, Philologe, Schriftsteller, Dichter und Universalgelehrter
- Scapinello, Ray (* 1946), kanadischer Eishockeyschiedsrichter
- Scapolan, Luan (* 1988), brasilianischer Fußballspieler
- Scapolo, Ivo (* 1953), italienischer Geistlicher, römisch-katholischer Erzbischof und Diplomat
- Scappaticci, Freddie (1946–2023), irischer Bauarbeiter und IRA Mitglied, mutmaßlicher Doppelagent des britischen Militärgeheimdienstes
- Scappi, Bartolomeo († 1577), italienischer Koch der Renaissance
- Scappini, Gérard (* 1947), deutsch-französischer Schriftsteller
- Scappucci, Speranza (* 1973), italienische Dirigentin und Pianistin

#### Scar
- Scarabelli, Diamante Maria (1675–1754), italienische Opernsängerin (Sopran)
- Scarabelli, Michele (* 1955), kanadische Schauspielerin
- Scarabelli, Virgilio (1868–1959), uruguayischer Geiger, Dirigent und Musikpädagoge
- Scarabis, Erhard (1909–1986), deutscher Politiker (FDP), MdL
- Scarabosio, Christopher (* 1966), US-amerikanischer Tontechniker
- Scarafile, Martino (1927–2011), italienischer Geistlicher, römisch-katholischer Bischof
- Scarafoni, Anna (* 1955), italienische Politikerin
- Scaramella, Mario (* 1970), italienischer Geheimdienst-Experte
- Scaramelli, Giovanni Battista (1687–1752), italienischer Ordensgeistlicher und Schriftsteller
- Scarampi, Lazzaro († 1466), italienischer Kleriker, Bischof von Como
- Scaramucci, Anthony (* 1964), US-amerikanischer Hedgefonds-Manager und BuchautorAnthony Scaramucci (* 1964)

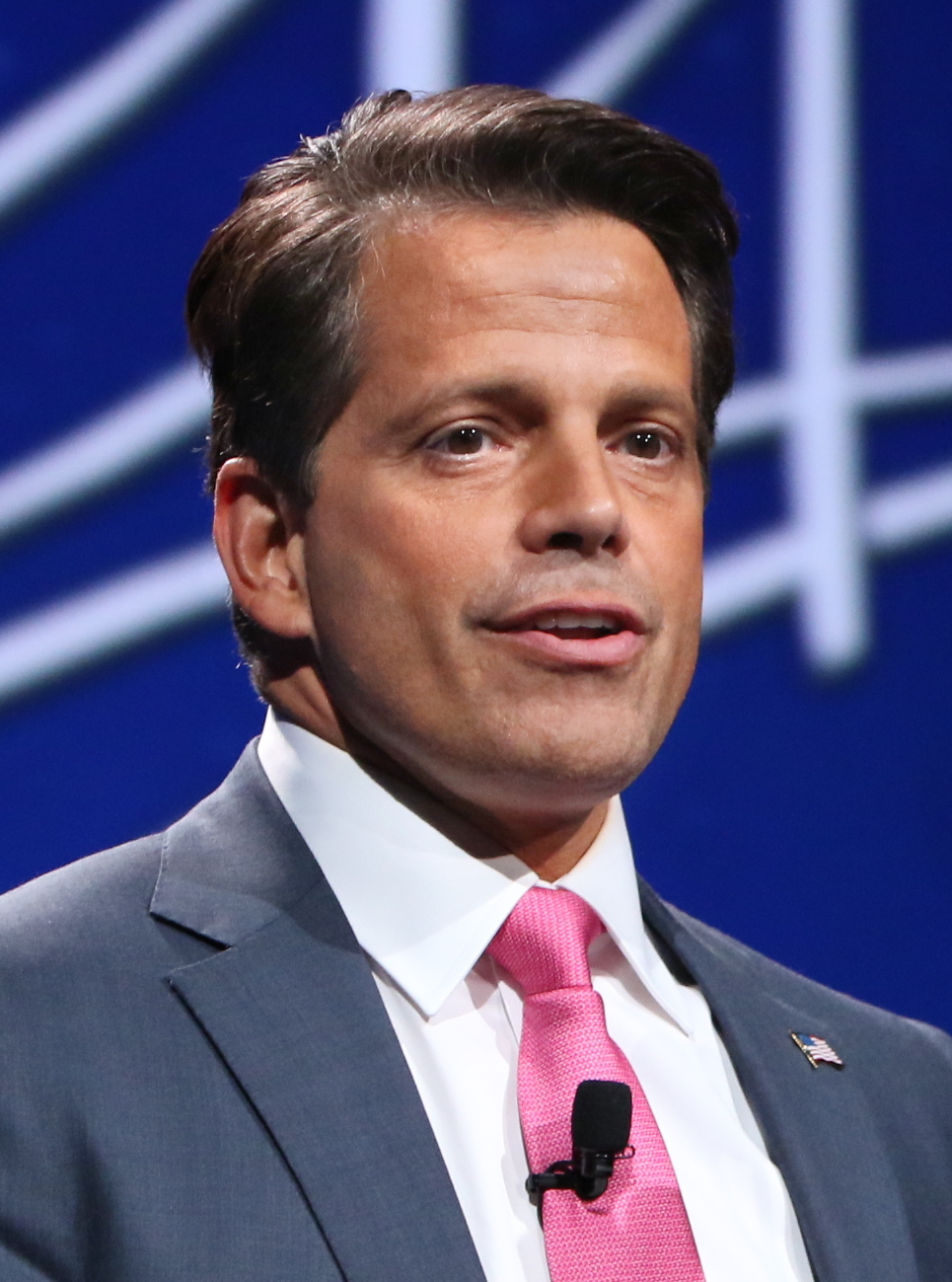
Anthony Scaramucci (* 1964)

- Scaramucci, Giovanni Battista (1650–1710), italienischer Arzt und Mitglied der Gelehrtenakademie „Leopoldina“
- Scaramussa, Tarcísio (* 1950), brasilianischer Ordensgeistlicher, Salesianer Don Boscos und römisch-katholischer Bischof von Santos
- Scaramuzza, Vincenzo (1885–1968), italienisch-argentinischer Pianist und Musikpädagoge
- Scarano, Greta (* 1986), italienische Schauspielerin
- Scarano, Nunzio (* 1952), italienischer Geistlicher und Manager
- Scarante, Antonio (1873–1944), italienischer Bischof
- Scarante, Gianpaolo (* 1950), italienischer Diplomat
- Scarascia-Mugnozza, Carlo (1920–2004), italienischer Politiker, Mitglied der Camera dei deputati, MdEP
- Scarbath, Horst (1938–2021), deutscher Pädagoge
- Scarborough, Adrian (* 1968), britischer Theater- und Filmschauspieler
- Scarborough, Carl (1914–1953), US-amerikanischer Rennfahrer
- Scarborough, Charles (1615–1693), britischer Arzt
- Scarborough, Elizabeth Ann (* 1947), US-amerikanische Science-Fiction- und Fantasy-Autorin
- Scarborough, Joe (* 1963), US-amerikanischer Politiker und Fernsehmoderator
- Scarborough, John (1940–2022), US-amerikanischer Althistoriker, Byzantinist und Medizinhistoriker
- Scarborough, Robert B. (1861–1927), US-amerikanischer Politiker
- Scarborough, Steven, US-amerikanischer Filmproduzent und Filmregisseur
- Scarborough, William Woolsey (1814–1896), US-amerikanischer Unternehmer, Mäzen und Kunstsammler
- Scarbrough, Ellen Mills (1900–1983), liberianische Pädagogin und Politikerin
- Scarce, Kevin (* 1952), australischer Konteradmiral, Gouverneur von South Australia
- Scarcella, Arielle (* 1986), US-amerikanische Youtube-VloggerinArielle Scarcella (* 1986)

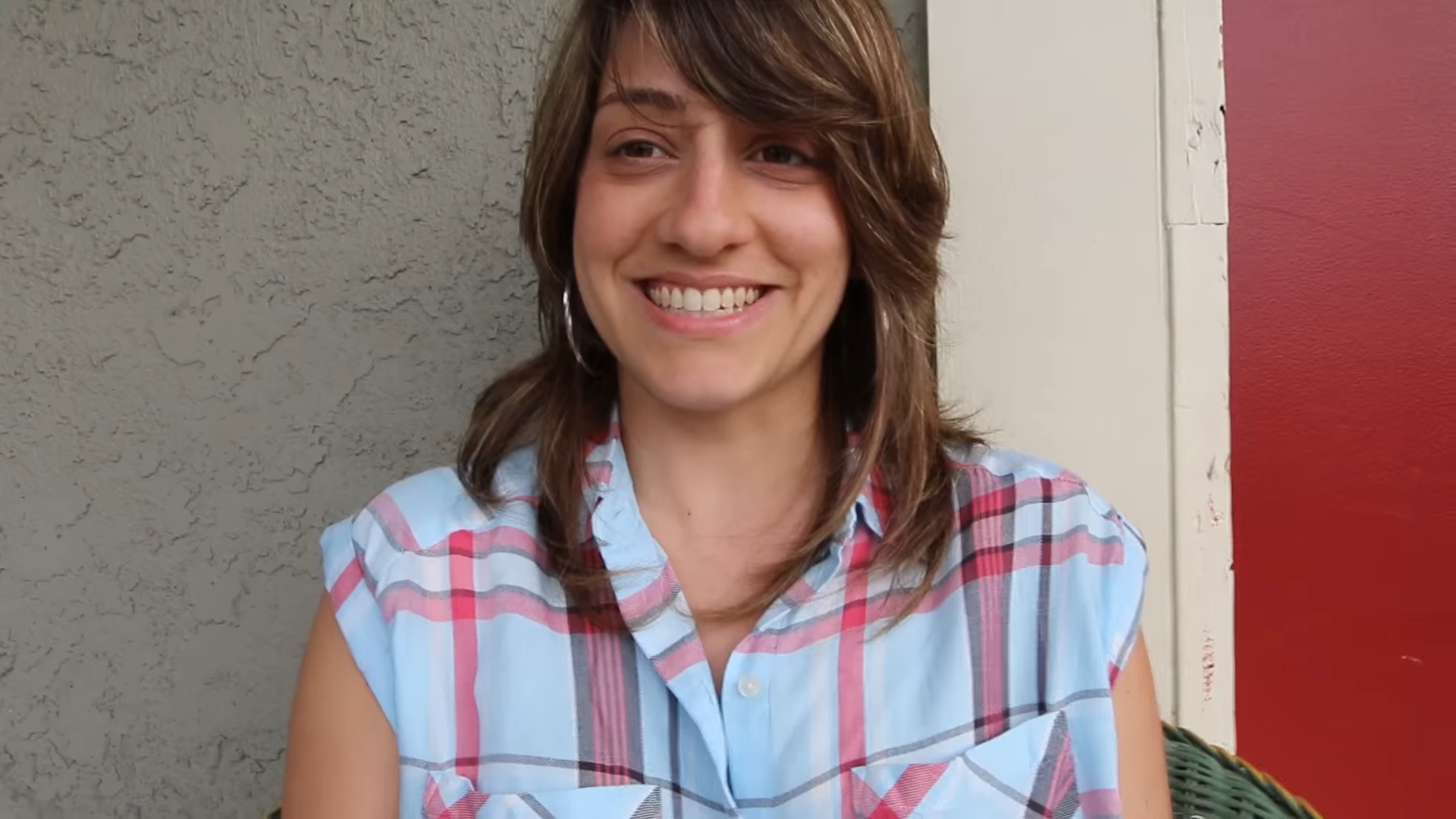
Arielle Scarcella (* 1986)

- Scarcella, Jean César (* 1951), Schweizer römisch-katholischer Ordensgeistlicher, emeritierter Abt der Abtei Saint-Maurice
- Scarchilli, Sandro (1934–1999), italienischer Zirkusakrobat und Schauspieler
- Scardamaglia, Elio (1920–2001), italienischer Filmproduzent
- Scardamaglia, Francesco (1945–2010), italienischer Drehbuchautor, Filmproduzent und Filmregisseur
- Scardigli, Piergiuseppe (1933–2008), italienischer Philologe
- Scardino, Carlo (* 1975), schweizerischer Klassischer Philologe und Arabist
- Scardino, Hal (* 1984), US-amerikanischer Filmschauspieler und Produzent
- Scardino, Marjorie (* 1947), US-amerikanische Managerin
- Scardoni, Lucia (* 1991), italienische Skilangläuferin
- Scarf, David, australischer Theologe und Diplomat des Souveränen Malteserordens
- Scarf, Edward (1908–1980), australischer Ringer
- Scarf, Herbert (1930–2015), US-amerikanischer Wirtschaftswissenschaftler und Mathematiker
- Scarface (* 1970), US-amerikanischer Rapper
- Scarfe, Alan (1946–2024), kanadischer SchauspielerAlan Scarfe (1946–2024)

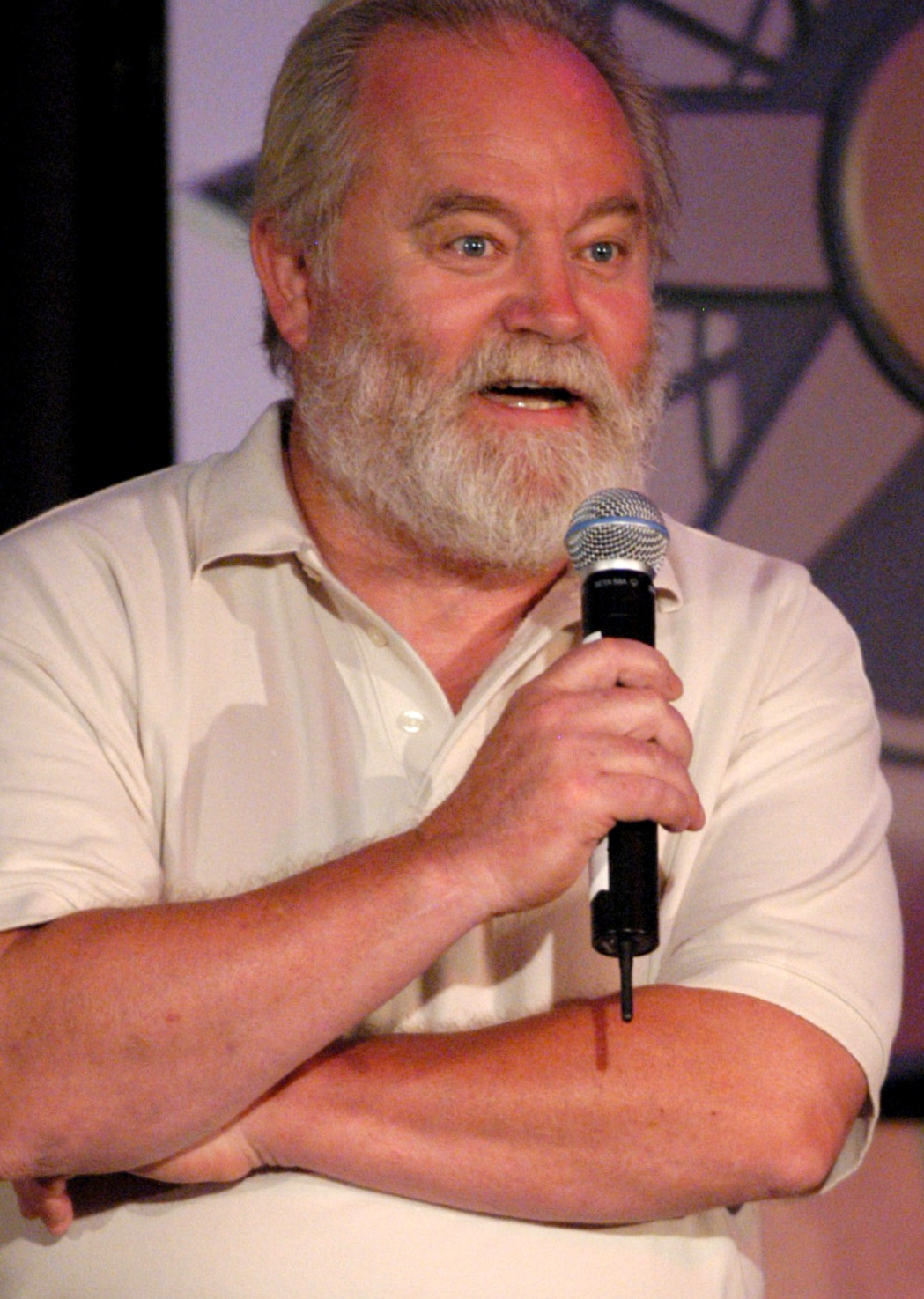
Alan Scarfe (1946–2024)

- Scarfe, David (* 1960), australischer Radrennfahrer
- Scarfe, Gerald (* 1936), englischer Karikaturist, Illustrator und Zeichner
- Scarfe, Jonathan (* 1975), kanadischer Schauspieler
- Scarfe, Warren (1936–1964), australischer Radrennfahrer
- Scarff, Peter (1909–1933), schottischer Fußballspieler
- Scarfiotti, Ferdinando (1941–1994), italienischer Artdirector und Szenenbildner
- Scarfiotti, Lodovico (1862–1924), italienischer Jurist und Unternehmer
- Scarfiotti, Ludovico (1933–1968), italienischer AutomobilrennfahrerLudovico Scarfiotti (1933–1968)

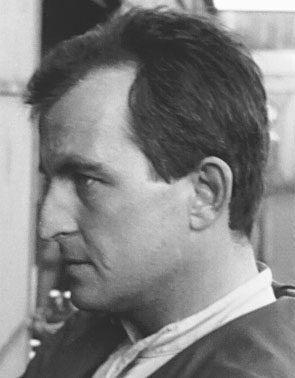
Ludovico Scarfiotti (1933–1968)

- Scarfo, Nicodemo (1929–2017), italienisch-US-amerikanischer Mobster
- Scargill, Arthur (* 1938), britischer Gewerkschafter und Gründer der Socialist Labour Party
- Scaria, Emil (1840–1886), österreichischer Opernsänger in der Stimmlage Bass
- Scaringe, Robert „RJ“ (* 1983), US-amerikanischer Unternehmer
- Scariolo, Sergio (* 1961), italienischer Basketballtrainer
- Scarione, Oscar (* 1985), argentinischer Fußballspieler
- Scarisbrick, Diana (1928–2024), britische Kunsthistorikerin
- Scarla, Irma (1878–1971), deutsche Theaterschauspielerin
- Scarlat, Cristina (* 1981), moldauische Popsängerin
- Scarlat, Roxana (* 1975), rumänische Florettfechterin
- Scarlatache, Adrian (* 1986), rumänischer Fußballspieler
- Scărlătescu, Ion (1872–1922), rumänischer Pianist, Komponist, Musikpädagoge und Schriftsteller
- Scarlatti, Alessandro (1660–1725), italienischer Komponist des Barock, Vater von Domenico Scarlatti
- Scarlatti, Domenico (1685–1757), italienischer Komponist des BarockDomenico Scarlatti (1685–1757)

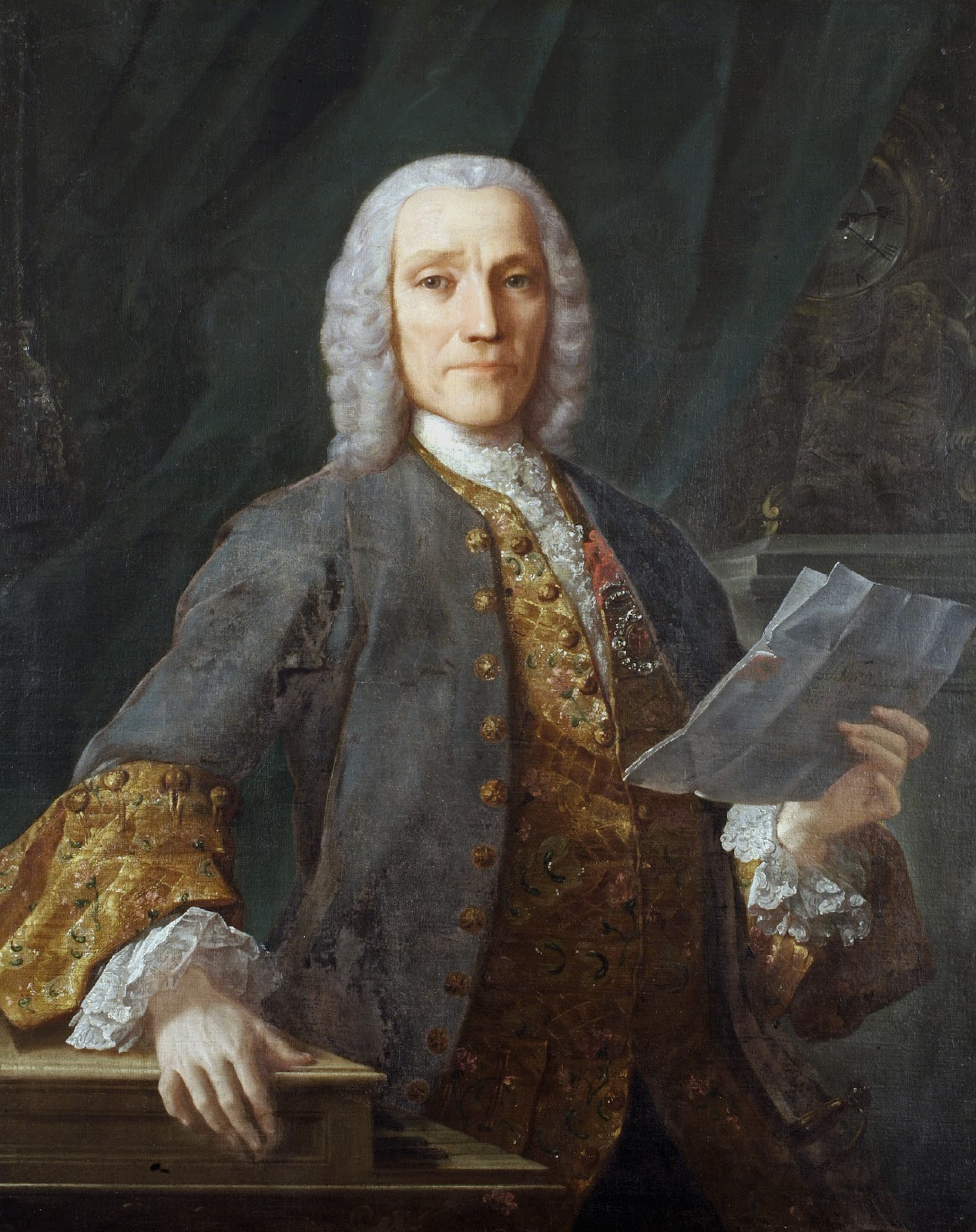
Domenico Scarlatti (1685–1757)

- Scarlatti, Francesco (* 1666), italienischer Violinist und Komponist
- Scarlatti, Giorgio (1921–1990), italienischer Rennfahrer
- Scarlatti, Giuseppe († 1777), italienisch-österreichischer Komponist
- Scarlatti, Pietro Filippo (1679–1750), italienischer Komponist und Organist
- Scarlet, Minnie (* 1993), US-amerikanische Pornodarstellerin und Filmschauspielerin
- Scarlett, Bill (1929–2011), US-amerikanischer Jazz-Musiker (Saxophone, Klarinette und Hochschullehrer)
- Scarlett, Dane (* 2004), englischer Fußballspieler
- Scarlett, Debrah (* 1993), norwegisch-schweizerische Sängerin
- Scarlett, Edward († 1743), englischer Erfinder
- Scarlett, Fred (* 1975), britischer Ruderer
- Scarlett, James Yorke (1799–1871), britischer General, Teilnehmer des Krimkrieges und Politiker, Mitglied des House of Commons
- Scarlett, James, 1. Baron Abinger (1769–1844), britischer Politiker, Unterhausabgeordneter und Peer
- Scarlett, John (* 1948), britischer Geheimagent und ehemaliger Leiter des MI6
- Scarlett, Liam (1986–2021), britischer Choreograph und Tänzer
- Scarlett, Peter (1905–1987), britischer Diplomat
- Scarlett, Ron (1911–2002), neuseeländischer Paläozoologe
- Scarlicchio, Rinaldo († 1640), Bischof von Triest und von Laibach
- Scarlxrd (* 1994), britischer RapperScarlxrd (* 1994)

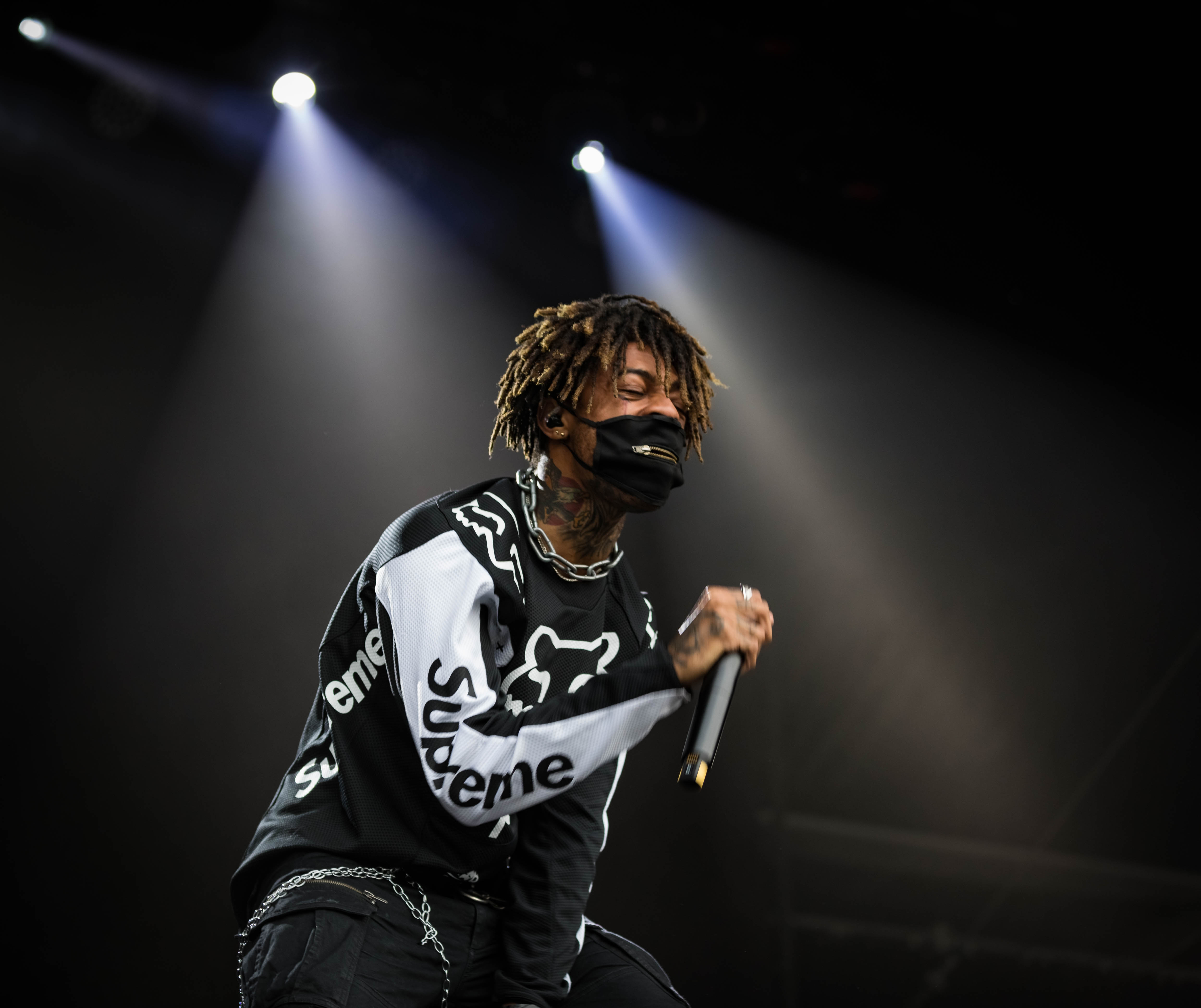
Scarlxrd (* 1994)

- Scarman, Leslie, Baron Scarman (1911–2004), britischer Jurist
- Scarnati, Joseph B. (* 1962), US-amerikanischer Politiker der Republikanischen Partei
- Scarne, John (1903–1985), US-amerikanischer Experte für Glücksspiele und Kartenkünstler
- Scarone, Carlos (1888–1965), uruguayischer Fußballspieler
- Scarone, Flavio (* 1991), uruguayischer Fußballspieler
- Scarone, Héctor (1898–1967), uruguayischer Fußballspieler und -trainer
- Scarone, Mariela (* 1986), argentinische Hockeyspielerin
- Scarone, Roberto (1917–1994), uruguayischer Fußballspieler und -trainer
- Scaroni, Christian (* 1997), italienischer Radrennfahrer
- Scaroni, Paolo (* 1946), italienischer Manager
- Scaroni, Sebastian (* 2000), australischer Fußballspieler
- Scaroni, Silvio (1893–1977), italienischer Jagdflieger im Ersten Weltkrieg
- Scarpa, Afra Bianchin (1937–2011), italienische Architektin und Designerin
- Scarpa, Antonio (1752–1832), italienischer Anatom
- Scarpa, Carlo (1906–1978), italienischer ArchitektCarlo Scarpa (1906–1978)

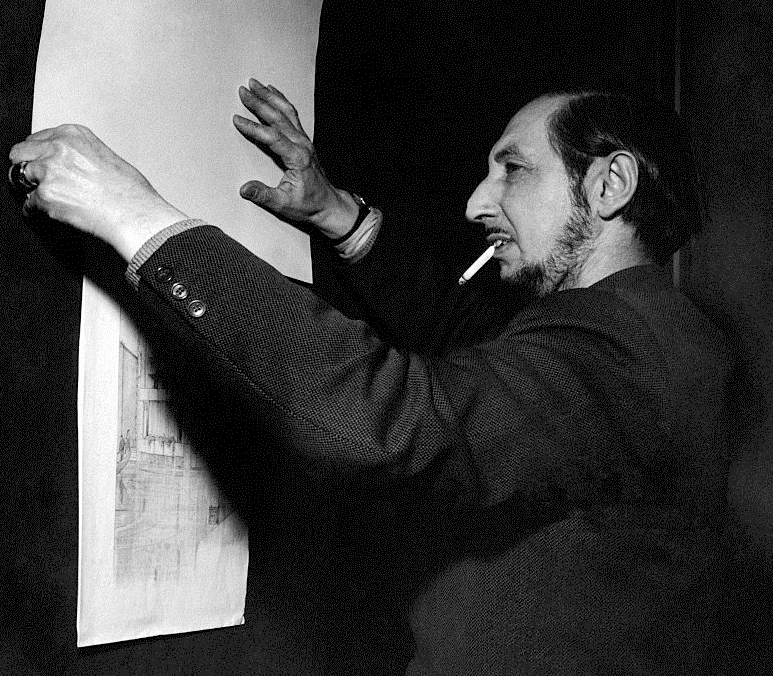
Carlo Scarpa (1906–1978)

- Scarpa, Daniele (* 1964), italienischer Kanute
- Scarpa, David, US-amerikanischer Drehbuchautor
- Scarpa, Fernando (* 1968), italienischer Theaterregisseur
- Scarpa, Gustavo (* 1994), brasilianischer Fußballspieler
- Scarpa, Pedro Luís Guido (1925–2018), italienischer Ordensgeistlicher, römisch-katholischer Bischof von Ndalatando
- Scarpa, Renato (1939–2021), italienischer Schauspieler
- Scarpa, Romano (1927–2005), italienischer Comiczeichner und -texter
- Scarpa, Tobia (* 1935), italienischer Architekt und Designer
- Scarpaleggia, Simona (* 1960), italienische Managerin
- Scarpatetti, Beat von (* 1941), Schweizer Historiker, Paläograph, Dozent und Kulturschaffender
- Scarpatetti, Claudia (* 1970), österreichische Schauspielerin
- Scarpatetti, Viola von (* 1987), Schweizer Schauspielerin
- Scarpati, Aniello (1938–2020), italienischer Gastronom
- Scarpatti, Rúben (* 1972), uruguayischer Ruderer
- Scarpelli, Furio (1919–2010), italienischer Drehbuchautor
- Scarpelli, Giacomo (* 1956), italienischer Drehbuchautor, Historiker, Buchautor
- Scarpelli, Umberto (1904–1980), italienischer Filmregisseur
- Scarpellini, Caterina (1808–1873), italienische Astronomin
- Scarpellini, Eugenio (1954–2020), italienischer Geistlicher, römisch-katholischer Bischof von El Alto
- Scarpellini, Feliciano (1762–1840), italienischer Astronom, Physiker und Abgeordneter der französischen gesetzgebenden Versammlung
- Scarpetta, Eduardo (* 1993), italienischer Schauspieler
- Scarpi, Alessio (* 1973), italienischer Fußballtorwart
- Scarpi, Giuseppe (1900–1952), italienischer Fußballschiedsrichter
- Scarpi, N. O. (1888–1980), österreichisch-schweizerischer Übersetzer, Feuilletonist und Regisseur
- Scarpinato, Roberto (* 1952), italienischer Staatsanwalt
- Scarpini, Celso (1944–2022), brasilianischer Basketballspieler
- Scarpini, Pietro (1911–1997), italienischer Pianist, Komponist und Musikpädagoge
- Scarpitti, Frank R. (1936–2019), US-amerikanischer Soziologe und Kriminologe
- Scarpone Caporale, Geraldo (1928–2016), US-amerikanischer Ordensgeistlicher, römisch-katholischer Bischof von Comayagua
- Scarponi, Carolina (* 2005), argentinische Stabhochspringerin
- Scarponi, Ciro (1950–2006), italienischer Klarinettist und Komponist
- Scarponi, Michele (1979–2017), italienischer Radrennfahrer
- Scarre, Chris (* 1954), britischer Prähistoriker
- Scarron, Paul (1610–1660), französischer Schriftsteller
- Scarrone Carrero, Raúl Horacio (1931–2021), uruguayischer Geistlicher, römisch-katholischer Bischof von Florida
- Scarrow, Alex (* 1966), britischer Science-Fiction-Autor
- Scarrow, Simon (* 1962), britischer SchriftstellerSimon Scarrow (* 1962)

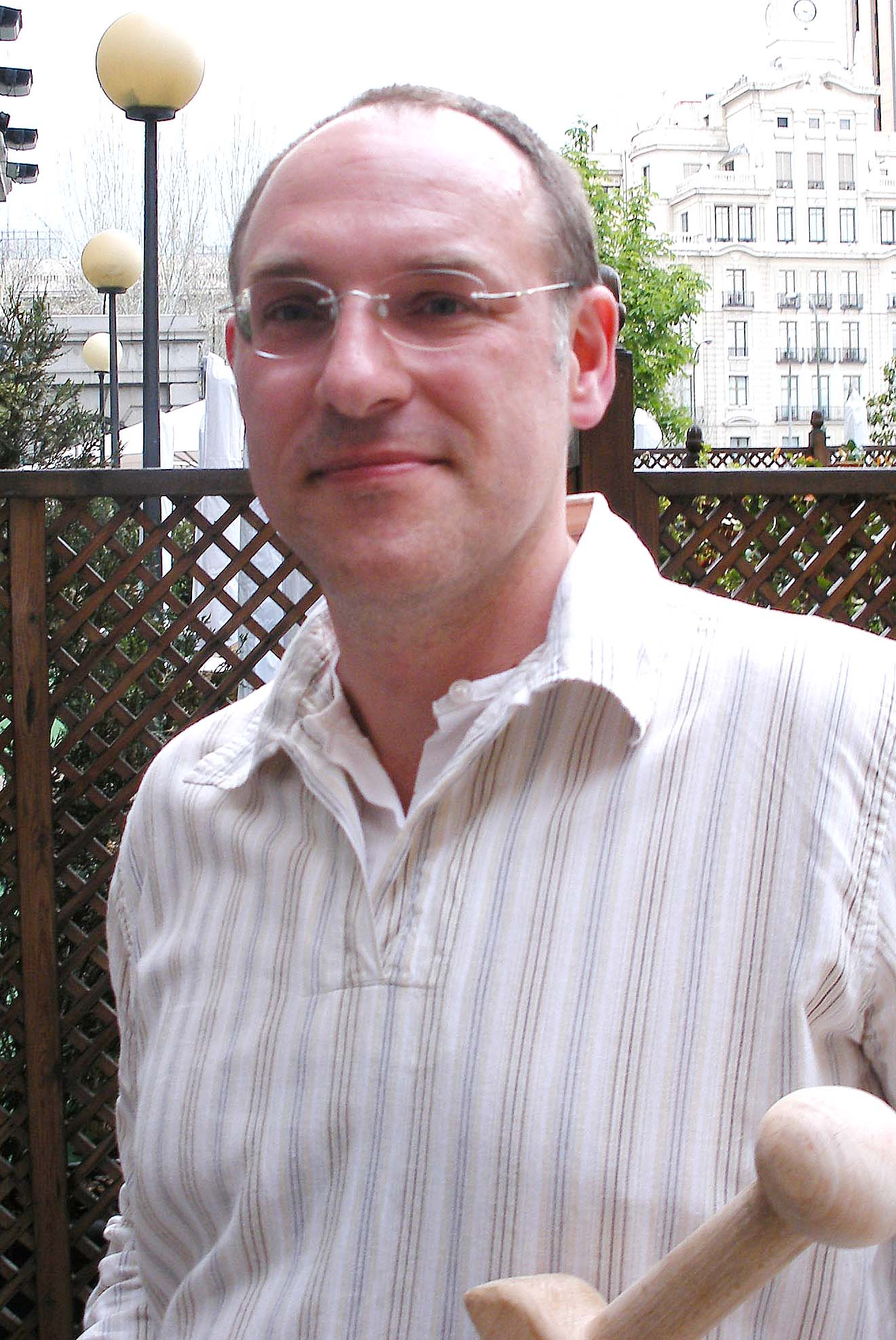
Simon Scarrow (* 1962)

- Scarry, Mike (1920–2012), US-amerikanischer American-Football-Spieler und -Trainer
- Scarry, Richard (1919–1994), US-amerikanischer Kinderbuchautor und Illustrator
- Scarsbrook, Stanley (* 1908), britischer Hindernisläufer
- Scarselli, Leonardo (* 1975), italienischer Radrennfahrer
- Scarselli, Marilyne (* 1978), französische Maskenbildnerin und Friseurin
- Scarsellino († 1620), italienischer Maler
- Scarso, Jorge (1916–2015), italienischer Geistlicher, römisch-katholischer Bischof von Patos de Minas
- Scartazzini, Andrea Lorenzo (* 1971), Schweizer Komponist
- Scartazzini, Giovanni Andrea (1837–1901), Schweizer reformierter Geistlicher
- Scartezzini, Giuseppe (1895–1967), Schweizer Maler und Glasmaler
- Scartezzini, Mariano (* 1954), italienischer Leichtathlet
- Scartezzini, Michele (* 1992), italienischer Radsportler
- Scarth, Jimmy (1926–2000), englischer Fußballspieler
- Scarth-Johnson, Angie (* 2004), australische Sportkletterin mit tongaischen und spanischen Wurzeln
- Scarth-Johnson, Vera (1912–1999), britisch-australische Biologin, Illustratorin und Naturschützerin
- Scaruffi, Nadja (* 1974), Schweizer Skilangläuferin
- Scaruffi, Piero (* 1955), italienischer Musikjournalist
- Scarwid, Diana (* 1955), US-amerikanische Schauspielerin
- Scary Guy, The (* 1953), US-amerikanischer Motivationstrainer und Aktionskünstler

#### Scas
- Scascitelli, Patrizia (* 1949), italienische Jazzmusikerin
- Ščasná, Pavlína (* 1982), tschechische Fußballspielerin
- Ščasný, Michal (* 1978), tschechischer Fußballspieler
- Ščasný, Zdeněk (* 1957), tschechischer Fußballspieler und -trainer
- Scassa, Luca (* 1983), italienischer Motorradrennfahrer

#### Scat
- Scatasso, Antonio (1886–1956), argentinischer Bandoneonist, Bandleader und Tangokomponist
- Scatchard, Dave (* 1976), kanadischer Eishockeyspieler
- Scatizzi, Simone (1931–2010), italienischer Geistlicher, Bischof von Fiesole, Bischof von Pistoia
- Scatman John (1942–1999), US-amerikanischer Musiker
- Scatolaro, Luis (* 1963), argentinischer Fußballspieler und -trainer
- Scattergood, Polly (* 1986), englische Sängerin und Komponistin
- Scattergood, Rob, kanadischer Schauspieler
- Scattini, Luigi (1927–2010), italienischer Filmregisseur
- Scattola, Ferruccio (1873–1950), italienischer Maler
- Scattolo, Ilaria (* 2004), italienische Biathletin
- Scattolo, Sara (* 2003), italienische Biathletin
- Scatturin, Giovanni (1893–1951), italienischer Ruderer

#### Scau
- Scaunet, Vanessa (* 1996), belgische Mittelstreckenläuferin
- Scaunich, Emma (* 1954), italienische Marathonläuferin

#### Scav
- Scavenius, Erik (1877–1962), dänischer liberaler Politiker der Radikalen VenstreErik Scavenius (1877–1962)

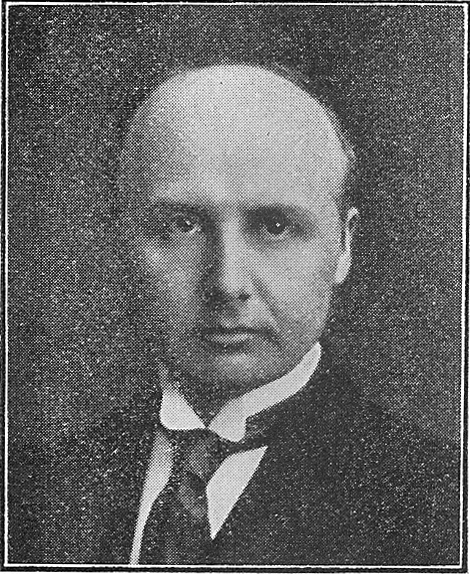
Erik Scavenius (1877–1962)

- Scavenius, Harald (1873–1939), dänischer Diplomat und Außenminister im Kabinett Neergaard II
- Scavenius, Otto Christian (1875–1945), dänischer Diplomat
- Scavino, Dan (* 1976), US-amerikanischer Politikberater
- Scavolini, Sauro (1934–2022), italienischer Drehbuchautor und Filmregisseur
- Scavone Yegros, Ricardo (* 1968), paraguayischer Diplomat
- Scavone, Manuel (* 1987), italienischer Fußballspieler (Südtirol)
- Scavullo, Francesco (1921–2004), US-amerikanischer Modephotograph

#### Scaz
- Scazzero, Peter (* 1956), US-amerikanischer Theologe, Autor, Referent und Gründer der New Life Fellowship Church in Elmhurst, Queens, New York City

### Sce
- Sceberras Trigona, Alex (* 1950), maltesischer Politiker (MLP)
- Sceberras, Domenico (1671–1744), maltesischer Geistlicher, Titularbischof und Generalvikar des Bistums Malta
- Scebli, Pietro (1871–1917), Erzbischof von Beirut
- Scego, Igiaba (* 1974), italienische Schriftstellerin und Journalistin
- Šćekić, Aleksandar (* 1991), montenegrinischer Fußballspieler
- Šćekić, Marko (* 1981), serbischer Basketballspieler
- Ščekočichinas, Igoris (* 1980), litauischer Biathlet
- Scelba, Mario (1901–1991), italienischer Politiker, Mitglied der Camera dei deputati
- Scelle, Georges (1878–1961), französischer Rechtswissenschaftler, Mitglied der Völkerrechtskommission der Vereinten Nationen
- Scellier, Gabriel Toussaint (1756–1795), französischer Revolutionär
- Scelsi, Giacinto (1905–1988), italienischer KomponistGiacinto Scelsi (1905–1988)

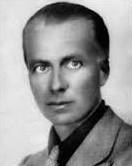
Giacinto Scelsi (1905–1988)

- Scelsi, Mariangela (* 1984), deutsche Schauspielerin, Sängerin und Redakteurin
- Scenzah (* 1986), deutscher Rapper
- Šćepan Mali († 1773), montenegrinischer Regent
- Scepanik, Lukas (* 1994), deutscher Fußballspieler
- Šćepanović, Aleksandar (* 1982), kroatischer Basketballtrainer
- Šćepanović, Vlado (* 1975), montenegrinischer Basketballspieler
- Scépeaux, François de, comte de Durtal (1510–1571), französischer Staatsmann und Diplomat, Marschall von Frankreich (seit 1562)
- Šćepović, Marko (* 1991), serbischer Fußballspieler
- Šćepović, Stefan (* 1990), serbischer Fußballspieler
- Ščerba, Matěj (* 1998), tschechischer Stabhochspringer
- Ščerbaitė, Alicija (* 1984), litauische Juristin und Politikerin
- Ščerban, Bedřich (* 1964), tschechischer Eishockeyspieler, -trainer und -funktionär
- Scerbanenco, Giorgio (1911–1969), italienischer Schriftsteller und Journalist ukrainischer Abstammung
- Ščerbatihs, Viktors (* 1974), lettischer Gewichtheber und Politiker, Mitglied der Saeima
- Scerbo, Cassie (* 1990), US-amerikanische Schauspielerin, Sängerin und TänzerinCassie Scerbo (* 1990)

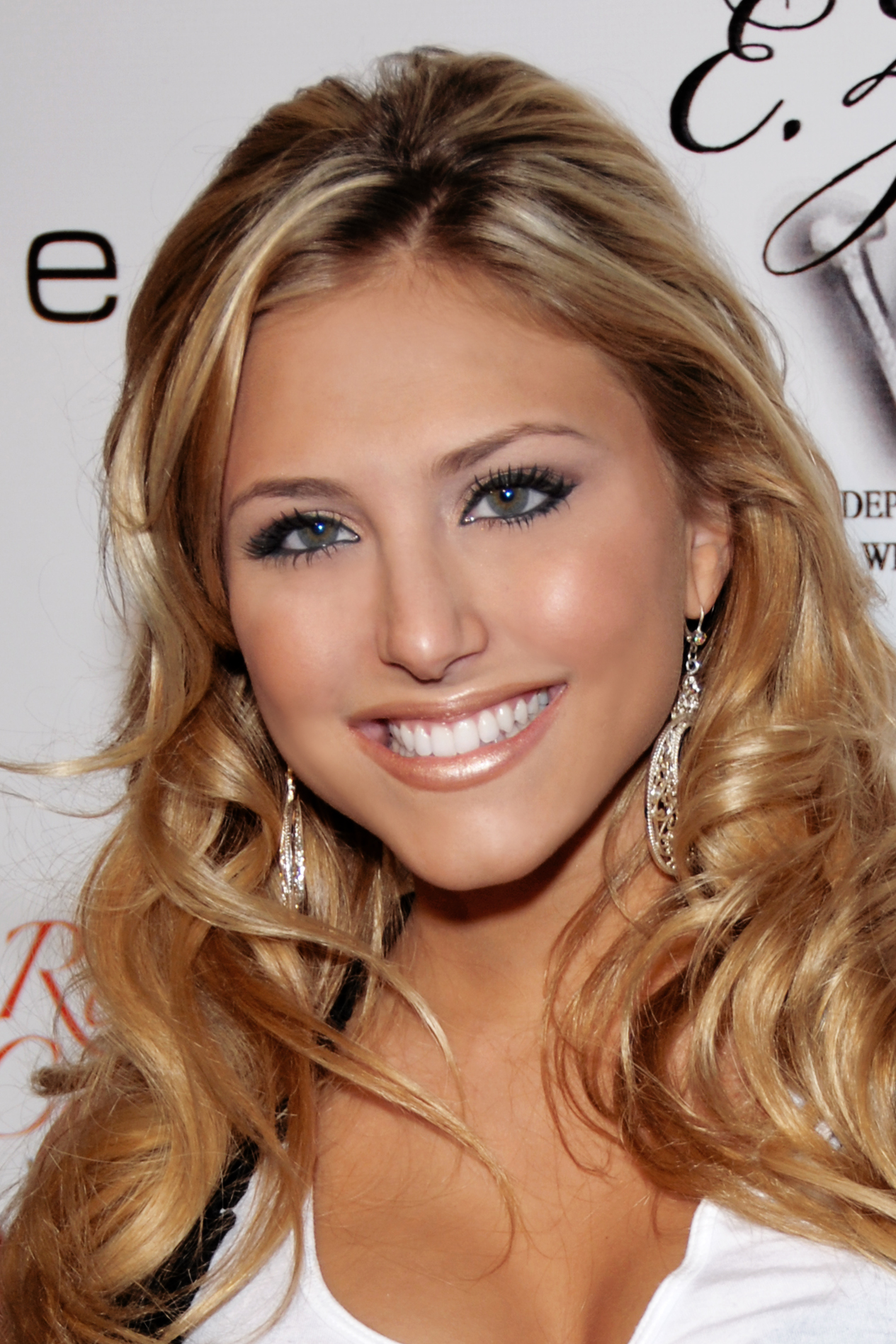
Cassie Scerbo (* 1990)

- Scerra, Stefano (1775–1859), italienischer Kurienbischof
- Scerri, Debbie (* 1969), maltesische Sängerin
- Scerri, Eric (* 1953), maltesischer Chemiker und Chemiehistoriker
- Scerri, Madeleine (* 1989), maltesisch-australische Schwimmerin
- Scerri, Terence (* 1984), maltesischer Fußballspieler
- Scève, Maurice, französischer Dichter
- Sceviour, Colton (* 1989), kanadischer Eishockeyspieler